# Huracán Rick (2021)
El huracán Rick fue la quinta tormenta nombrada y el cuarto huracán en tocar tierra a lo largo de la costa del Pacífico de México en 2021. Rick, el decimoséptimo sistema nombrada y el octavo huracán de la temporada de huracanes del Pacífico de 2021, se formó como un sistema de baja presión y se elevó rápidamente a depresión tropical el 21 de octubre. A última hora del 22 de octubre, la tormenta fue designada como tormenta tropical y recibió el nombre Rick. Unas horas más tarde, el 23 de octubre, la tormenta se convirtió en huracán. Rick continuó intensificándose y alcanzó la intensidad máxima a principios del 25 de octubre, tocando tierra como huracán de categoría 2 a las 10:00 UTC de esa mañana.
Rick causó una muerte confirmada en México y causó más de $10 millones (2021 USD) en daños.

## Historia meteorológica
El 18 de octubre, el Centro Nacional de Huracanes (NHC) comenzó a destacar las posibilidades de desarrollo de un área de baja presión frente a la costa del Pacífico de México. Un área de clima perturbado se hizo identificable al sur de las costas de Guatemala y El Salvador al día siguiente. Inicialmente, la actividad de lluvias y tormentas eléctricas se dispersó y solo se esperaba un desarrollo gradual, aunque el Centro Nacional de Huracanes (NHC) señaló que el sistema probablemente se convertiría en una depresión tropical para el 24 de octubre. En la tarde del 21 de octubre, se desarrolló una amplia área de baja presión justo al sur del Golfo de Tehuantepec. La actividad de la lluvia gradualmente se fue organizando mejor, aunque un pase de dispersómetro avanzado temprano el 22 de octubre reveló que el sistema no había desarrollado una circulación de viento cerrada. Sin embargo, pronto se produjo un rápido aumento en la organización y, tras una clasificación de Dvorak de T2.0/35 mph (55 km/h), el Centro Nacional de Huracanes (NHC) actualizó el sistema de baja presión a depresión tropical a las 15:00 UTC del 21 de octubre.
En el momento de la génesis, la depresión se movía rápidamente hacia el oeste bajo la influencia de una cresta al norte. Situada dentro de un entorno de poca cizalladura vertical del viento, alta humedad y temperaturas cálidas en la superficie del mar cercanas a los 86 °F (30 °C), la depresión se convirtió en una tormenta tropical esa noche después de un aumento en las características de la banda curva y el nivel superior. salida en todas las direcciones. Posteriormente se desarrolló una densa nubosidad central, y las imágenes de microondas indicaron el desarrollo de un anillo de convección profunda, que a menudo es un precursor de un ojo, lo que llevó al Centro Nacional de Huracanes (NHC) a volver a evaluar la intensidad de Rick a 70 mph (110 km/h) y pronosticó una rápida profundización a las 09:00 UTC del 23 de octubre. Esa tarde, Rick alcanzó la categoría de huracán cuando el ciclón comenzó a curvarse hacia el norte-noroeste en respuesta a una debilidad en la cordillera. Esa tarde, Rick alcanzó la categoría de huracán cuando el ciclón comenzó a curvarse hacia el norte-noroeste en respuesta a una debilidad en la cordillera. Un ojo se hizo evidente brevemente en las imágenes satelitales visibles y luego de las mediciones de un avión cazadores de huracanes, el Centro Nacional de Huracanes (NHC)  fijó la intensidad de la tormenta en 85 mph (140 km/h). Durante las siguientes 18 a 24 horas, el huracán exhibió pocos cambios en la organización a medida que avanzaba hacia el norte; la causa de esta fase de desarrollo detenido fue de 15 a 25 mph (30 a 35 km/h) de cizalladura del viento y un ambiente con menos del 50% de humedad relativa. Sin embargo, las imágenes de microondas mostraron que una pared del ojo cerrada de 25 millas (35 km) de ancho se había vuelto a desarrollar en la noche del 23 de octubre, una señal de que Rick había reanudado la intensificación. Según las mediciones de viento de un avión cazadores de huracanes, Rick pasó a ser un huracán de categoría 2 en la escala de huracanes de Saffir-Simpson (EHSS) a las 06:00 UTC del 25 de octubre. La tormenta también alcanzó su intensidad máxima de 105 mph (165 km/h) en al mismo tiempo junto con una presión barométrica mínima de 977 mbar (28,9 inHg). A las 10:00 UTC, Rick tocó tierra entre Lázaro Cárdenas y Zihuatanejo en su máxima intensidad. Luego, el sistema se debilitó rápidamente mientras avanzaba hacia el interior, hacia el terreno montañoso de México. Temprano el 26 de octubre, Rick se disipó.

## Preparaciones
Ante la previsión de que Rick tocaría tierra a lo largo de la costa suroeste de México, se emitió una alerta de huracán en la tarde del 22 de octubre desde Zihuatanejo, Guerrero, hasta Punta San Telmo, Michoacán, con alertas de tormenta tropical al este y al oeste de la alerta de huracán. En 18 horas, estos relojes se actualizaron a advertencias. El Servicio Meteorológico Nacional advirtió que los estados de Jalisco, Morelos, Puebla, Ciudad de México, Nayarit y el Estado de México podrían sufrir lluvias intensas, con potencial de inundaciones. Se monitorearon por inundaciones cuatro embalses en Colima y Guerrero, cuatro ríos en este último, así como tres ríos y represas en Michoacán, cuatro ríos y tres represas en Oaxaca. Se establecieron un total de 2260 refugios temporales para posibles evacuados en cinco estados. Tres puertos en Guerrero, Acapulco, Puerto Marqués y Zihuatanejo junto con Lázaro Cárdenas en Michoacán fueron cerrados el 23 de octubre. En Colima se emitió alerta azul.

## Impacto
Mientras aún estaba en el mar, Rick fue responsable de olas de 3 m (9,8 pies) a lo largo de las áreas costeras de Guerrero, mientras que los vientos de los bordes exteriores de la circulación de la tormenta arrancaron árboles, aunque no hubo daños importantes en todo el estado. Un hombre de 35 años murió luego de ser arrastrado en el municipio de Tepoztlán. En todo Guerrero, se inundaron 37 casas, incluidas 30 en el municipio de Tecpan de Galeana y 5 en Acapulco, lo que provocó que 42 familias buscaran refugio. Dos ríos se desbordaron en Zihuatanejo y dos más se desbordaron en el municipio de Tecpan de Galeana. En todo el estado, se arrancaron setenta y cinco árboles y se destruyeron seis caminos. En Zihuatanejo y Acapulco, se vieron autos varados en las inundaciones y la carretera Acapulco-Zihuatanejo fue cortada por las inundaciones en el municipio de Petatlán. Se reportaron apagones en las regiones de Costa Chica y Costa Grande de Guerrero y se extendieron hacia el este hasta Acapulco. Sin embargo, no se reportaron heridos. Se estimó que la tormenta causó más de $ 10 millones en daños.